# أحمد ثروت
أحمد ثروت مخرج وكاتب سيناريو( ولد 4 أكتوبر 1936)

## حياتة
بدأ حياته المهنية مساعد مخرج في العديد من الأعمال الفنية. مثل فيلم (حارة الساقيين) عام 1966. وقد شارك بالتمثيل في بعض الأفلام مقدما أدوار صغيرة مثل دوره بفيلم (خذني ماك) وفي عام 1968 اتجه إلى كتابة السيناريو فقدم فيلم (6 بنات وعريس). وفي عام 1977 بدء في الإخراج حيث قدم أعمال كثيرة تنتمي إلى أفلام المقاولات، من أشهرها (الكابتن وصل) عام 1991.

## أعمالة السينمائية
| - عبقري على ورقة دمغة (فيلم) - اللص والثعلب 1995 - درب الجدعان 1992 - ذكريات وندم 1992 - ليالي الصبر 1992 - الكابتن وصل 1991 - زمن الأقوياء 1991 - الكداب وصاحبه 1989 - رحلة المشاغبين 1988 | - الاتهام 1987 - امرأة من نار 1987 - عبقري على ورقة دمغة 1987 ، - وصية رجل مجنون 1987 - البيه صديقي 1985 - الزواج والصيف 1985 - فتوة درب العسال 1985 - الانتقام لرجب 1984 - ألعاب ممنوعة 1984 | - إللي خد حاجة يرجعها (فيلم) 1984 - كله تمام 1984 - محسبشي حسابه 1984 - مسعود سعيد ليه 1983 - خمسة في الجحيم 1982 - بياضة 1981 - مخيمر دايما جاهز 1980 - من أجل الحياة 1977 - جواز على الهوا 1976 | - 5 شارع الحبايب 1971 - البيوت أسرار 1971 - الشيطان 1969 - زوجة بلا رجل 1969 - حب وخيانة 1968 - للنساء فقط 1966 - جدعان حارتنا 1965 - خدني معاك 1965 |

## وصلات خارجية
- أحمد ثروت على موقع IMDb (الإنجليزية)
- أحمد ثروت على موقع الدهليز
- أحمد ثروت على موقع قاعدة بيانات الأفلام العربية